# Tonkin-incident

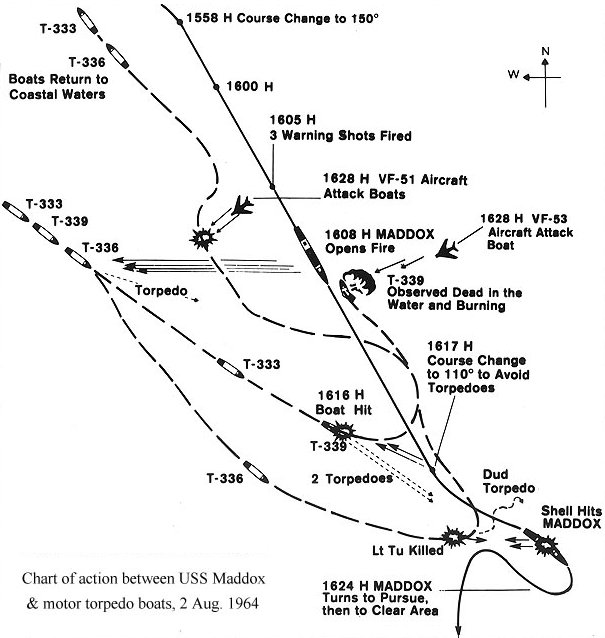
Kaart van het incident

Het Tonkin-incident, ook wel bekend als het USS Maddox-incident, was een confrontatie tussen Noord-Vietnamese en Amerikaanse militaire eenheden die ertoe leidde dat de Verenigde Staten directer betrokken raakte bij de Vietnamoorlog. Het betreft de aanval op 2 augustus 1964 door drie patrouilleboten van Noord-Vietnam op de Amerikaanse torpedobootjager USS Maddox in de Golf van Tonkin en een gefingeerde tweede aanval op 4 augustus 1964. Als vergelding bombardeerde de Amerikaanse luchtmacht voor het eerst Noord-Vietnam.
Gedurende de Noord-Vietnamese aanval op de USS Maddox raakte een Amerikaans vliegtuig beschadigd, en een 14,5 mm patroon raakte het Amerikaanse schip. Drie Noord-Vietnamese torpedoboten raakten beschadigd door de 280 afgevuurde granaten, zes opvarenden raakten gewond en vier stierven. Er waren geen slachtoffers aan de Amerikaanse kant.
Op 7 augustus nam het Amerikaans Congres de Tonkin-resolutie aan die president Johnson volmacht gaf voor directe aanvallen in Zuidoost-Azië, zonder dat hiervoor een formele oorlogsverklaring, met goedkeuring van het Congres, nodig was.
De aanval op 2 augustus was controversieel: de USS Maddox zou voor de aanval de Noord-Vietnamese territoriale wateren zijn binnengedrongen en zo de reactie van Noord-Vietnam hebben uitgelokt. In 2005 werd bekend, onder andere op basis van een rapport van de Amerikaanse inlichtingendienst National Security Agency, dat de tweede aanval zelfs nooit heeft plaatsgevonden.